# 萨尔瓦托雷·桑佐
萨尔瓦托雷·桑佐（義大利語：Salvatore Sanzo，1975年11月26日—），生于比萨，意大利男子击剑运动员。他曾参加2000年、2004年和2008年三届奥运，共收获一枚金牌、一枚银牌和两枚铜牌。